# Darling Violetta
 (juin 2009).
Si vous disposez d'ouvrages ou d'articles de référence ou si vous connaissez des sites web de qualité traitant du thème abordé ici, merci de compléter l'article en donnant les références utiles à sa vérifiabilité et en les liant à la section « Notes et références ».
Darling Violetta est un groupe musical de rock d'originaire de Los Angeles, auteur en particulier du thème de la série Angel avec la chanson "The Sanctuary".

## Biographie
Le groupe est né en 1995 avec Jymm, Cami, le batteur Steve et le bassiste Atto Attie (qui a depuis quitté le groupe). Tous se sont rencontrés par le biais d'une petite annonce parue dans un journal musical de Los Angeles.
Le thème de la série "Angel" (Sanctuary) est une composition originale.

## Le son
Le son Darling Violetta est qualifié par Jymm de 'Pop sombre et lugubre'. Il déclare "Je pense que nous entretenons un lien de parenté avec beaucoup de groupes de l'ère psychédélique, mais aussi des groupes allant des Beatles à Nirvana, en passant par Stone Temple Pilots, Jane's Addiction… des groupes qui ne parlaient pas du Mal, mais du côté sombre et caché des choses. Même dans nos chansons les plus rapides et rythmées, il y a toujours une ombre."